# Trasporti in Finlandia
Questa voce raccoglie le principali tipologie di trasporti in Finlandia.

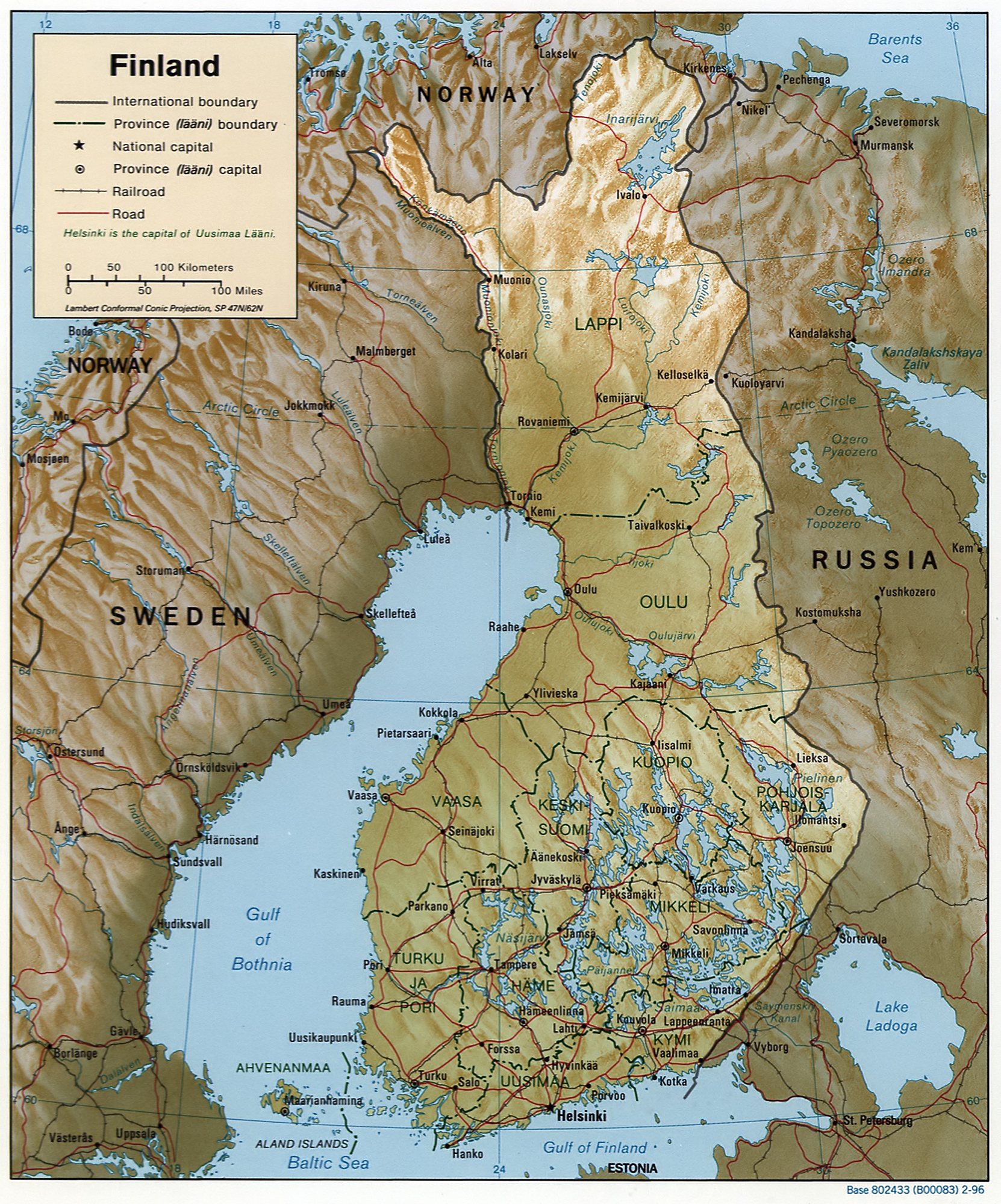
Finlandia: carta geopolitica con rete stradale e ferroviaria

## Trasporti su rotaia

### Rete ferroviaria
In totale: 5.865 km (dati 2005)
- Scartamento largo (1524 mm): 5.865 km
- Gestore nazionale: VR-Yhtymä

Collegamento a reti estere contigue:
- con stesso scartamento (1524 mm): Russia
- con cambio di scartamento (1524/1435 mm): Svezia.

### Reti metropolitane
La metropolitana è presente soltanto a Helsinki, aperta nel 1982, ed attualmente gestita dalla Helsingin kaupungin liikennelaitos (HKL).

### Reti tranviarie
Il servizio tranviario è presente, attualmente, ad Helsinki, con la gestione della Helsingin kaupungin liikennelaitos, e a Tampere, gestito invece dalla VR. Nella città di Turku il tram è stato smantellato nel 1972 ed è in progetto una linea di metropolitana leggera.

## Trasporti su strada

### Rete stradale
In totale: 78.186 km (dati 2005)
- asfaltate: 50.616 km
- bianche: 27.570 km.

### Reti filoviarie
Attualmente in Finlandia non esistono bifilari; infatti le sole città che gestivano filobus, Helsinki e Tampere, hanno smantellato le reti rispettivamente nel 1985 e nel 1976.

### Autolinee
Nella capitale, Helsinki, la Helsingin bussiliikenne espleta il servizio di trasporto pubblico con autobus; in tutte le città ed in altre zone abitate della Finlandia sono presenti aziende pubbliche e private che gestiscono trasporti di tipo urbano, suburbano, interurbano e turistico.

## Trasporti aerei

### Aeroporti
In totale: 148 (dati 1999)
- scali internazionali: Helsinki, Tampere e Turku
- con piste di rullaggio pavimentate: 76
- con piste di rullaggio non pavimentate: 72

## Idrovie
La Finlandia dispone di 6.245 km di acque interne (dati 1999)

### Porti e scali
Di particolare rilevanza per l'economia, il commercio ed il turismo della Finlandia sono i seguenti porti:
- Helsinki
- Kotka
- Naantali
- Pori
- Turku